# Coenochilus delkeskampi
Coenochilus delkeskampi är en skalbaggsart som beskrevs av Schein 1954. Coenochilus delkeskampi ingår i släktet Coenochilus och familjen Cetoniidae. Inga underarter finns listade i Catalogue of Life.